# 北京市第一〇一中學

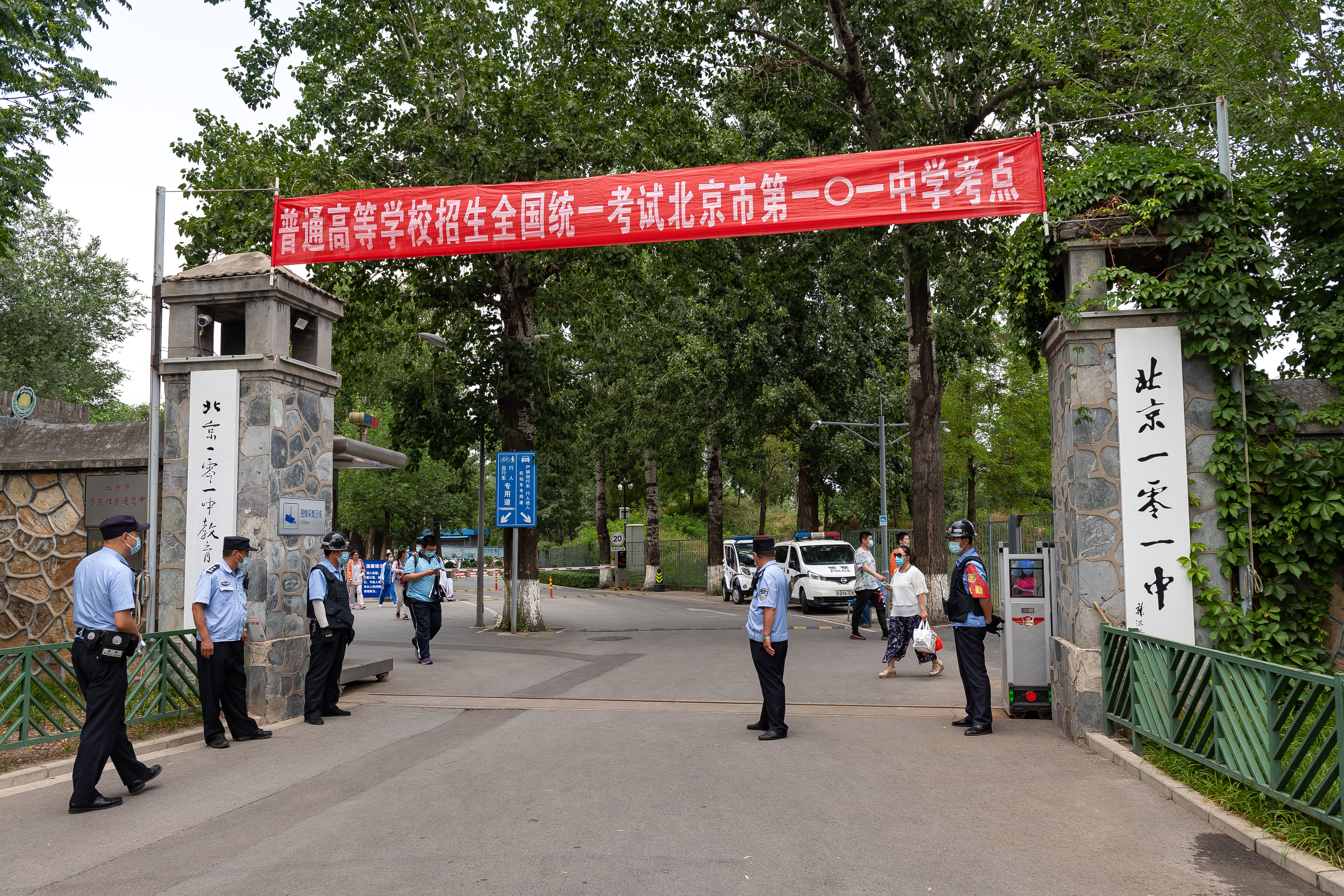
颐和园路口的校门（一道门）

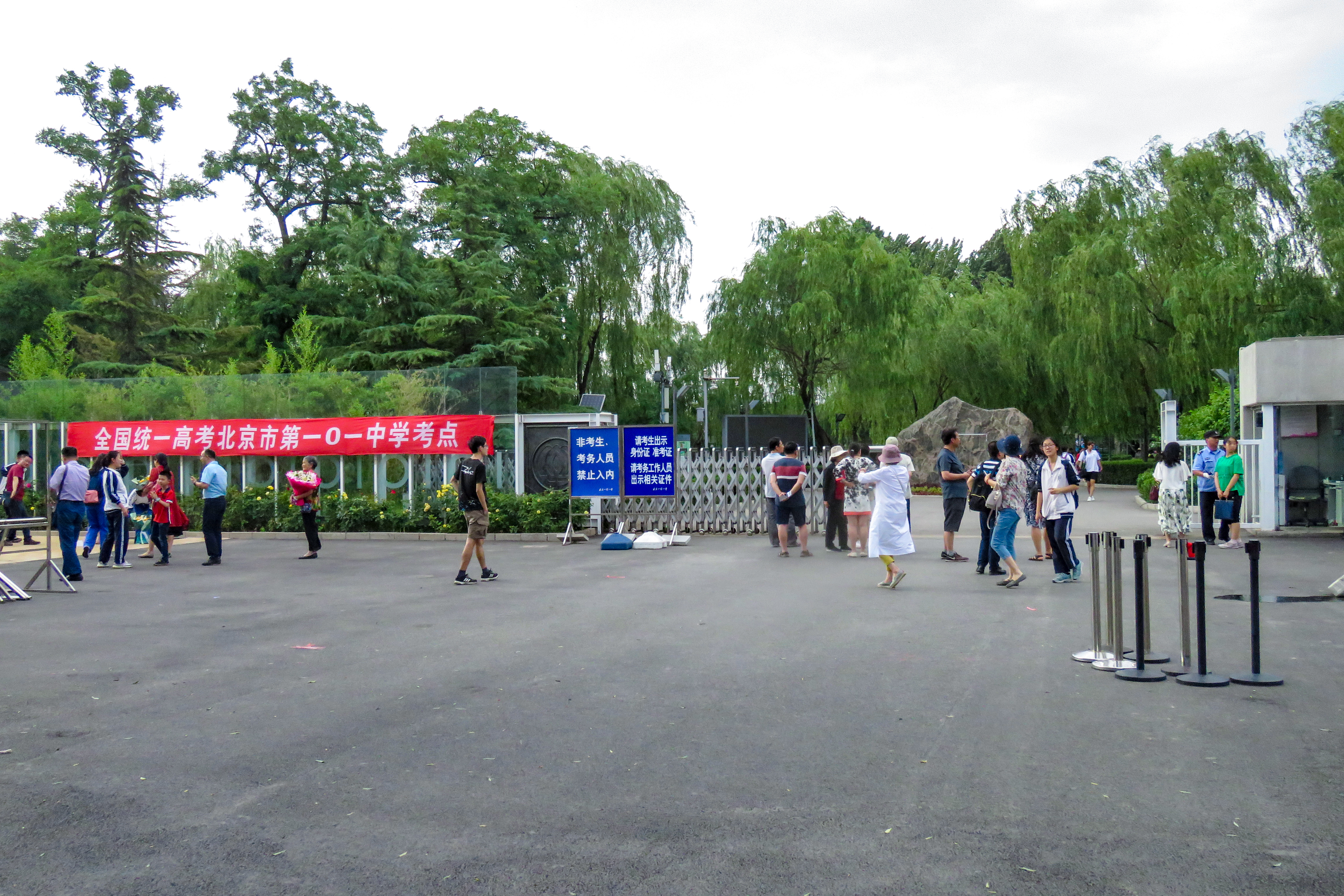
101中学二道门

北京市第一〇一中学，通称北京101中学、北京一零一中:417，位于中国北京市海淀区圆明园南侧，是北京市示范高中。
北京一零一中现校址原为圆明园的一部分，经中央人民政府政务院总理周恩来特批，于1951年迁入。学校紧邻清华大学和北京大学，距中关村约1.5公里。另外在双榆树、温泉镇、上地、怀柔拥有四所校区，还承办石油分校、矿大分校、大兴分校、昌平实验学校、昌平未来科技城学校等多所分校。
北京一零一中與北京大學附屬中學、清华大学附属中学、中國人民大學附屬中學、北京市十一学校和首都师范大学附属中学合稱「海淀六小強」。

## 学校历史
北京一零一中始建于1946年3月20日，前身为张家口市立中学，是中国共产党于革命老区创建并迁入北京的唯一一所中学。1955年，学校正式更名为“北京市一零一中学”，郭沫若亲笔题写校名。校名释义为“百尺竿头，更进一步”，并以此为校训。
2004年，北京一零一中中学成为北京市高中示范学校。

### 历任校长
| 姓名   | 职务                   | 任职时间             |
| ------ | ---------------------- | -------------------- |
| 郝人初 | 学校创始人、第一任校长 | 1946年3月－1953年    |
| 文方   | 副校长                 | 1957年7月－1972年    |
| 马奇   | 师大附中二部部主任     | 1950年1月－1953年5月 |
| 王一知 | 校长                   | 1952年7月－1982年1月 |
| 刘占武 | 校长                   | 1982年1月－1984年8月 |
| 顾荣兴 | 校长                   | 1984年9月－1992年2月 |
| 王毓龙 | 校长                   | 1992年3月－1999年3月 |
| 郭涵   | 校长                   | 1999年3月－2018年9月 |
| 陆云泉 | 校长                   | 2018年9月—2023年7月  |
| 陆云泉 | 教育集团总校长         | 2023年7月—至今       |
| 熊永昌 | 校长                   | 2023年7月－至今      |

1946年3月20日，北京市101中学的前身张家口市立中学成立于张家口市。同年9月20日，张家口市立中学、市立女中、回民中学撤离张家口，随第二次国共内战形势展转与河北太行山区，抵达河北省建屏县（今平山县）西柏坡黄坭村后三校合并，1946年11月命名为“晋察冀边区联合中学”。
1947年8月，晋察冀边区工业交通学院预科和晋察冀边区农业专科学校部分师生并入联合中学。1948年1月，学校迁至石家庄市郊柏林庄村，同年8月与原晋察冀边区的行知学校中学部合并，更名为华北育才中学，1949年1月迁入北平。
华北育才中学于1949年5月与北平师范大学附属中学合并，成为师大附中二部。1950年经政务院总理周恩来批准，在圆明园遗址修建校舍。1951年9月迁至圆明园现址，1952年8月与华北中学合并，1953年9月更名为北师大二附中（后来这一名称1960年被用于原北京四十六中），1955年定名为“北京市一零一中学”并划归北京市教育局领导:417。
1955年11月7日，北京市教育局在学校召开改名大会，正式宣布将原北师大二附中校名变更为“北京市第一〇一中学”，简称“北京一零一中”。时任北京市教育局副局长孙国梁在会上表示，一〇一中的命名含义是考试考到100分是满足了、到头了，但是学校的改名是新的开始，所以要在100的基础上加一，是为101。
1956年上半年，郭沫若为学校题写校名“北京市第一零一中学”（101中学一校友回忆为此名，但事实上实际使用的题名为“北京一零一中”）。郭沫若之子、北京一零一中高中生郭汉英随即将该校名亲笔题字原件送往学校。随后，部分一零一中学生还在美术老师的指导下亲笔临摹该题字。
北京一零一中将在2026年3月20日举行建校八十周年校庆活动。

## 校园

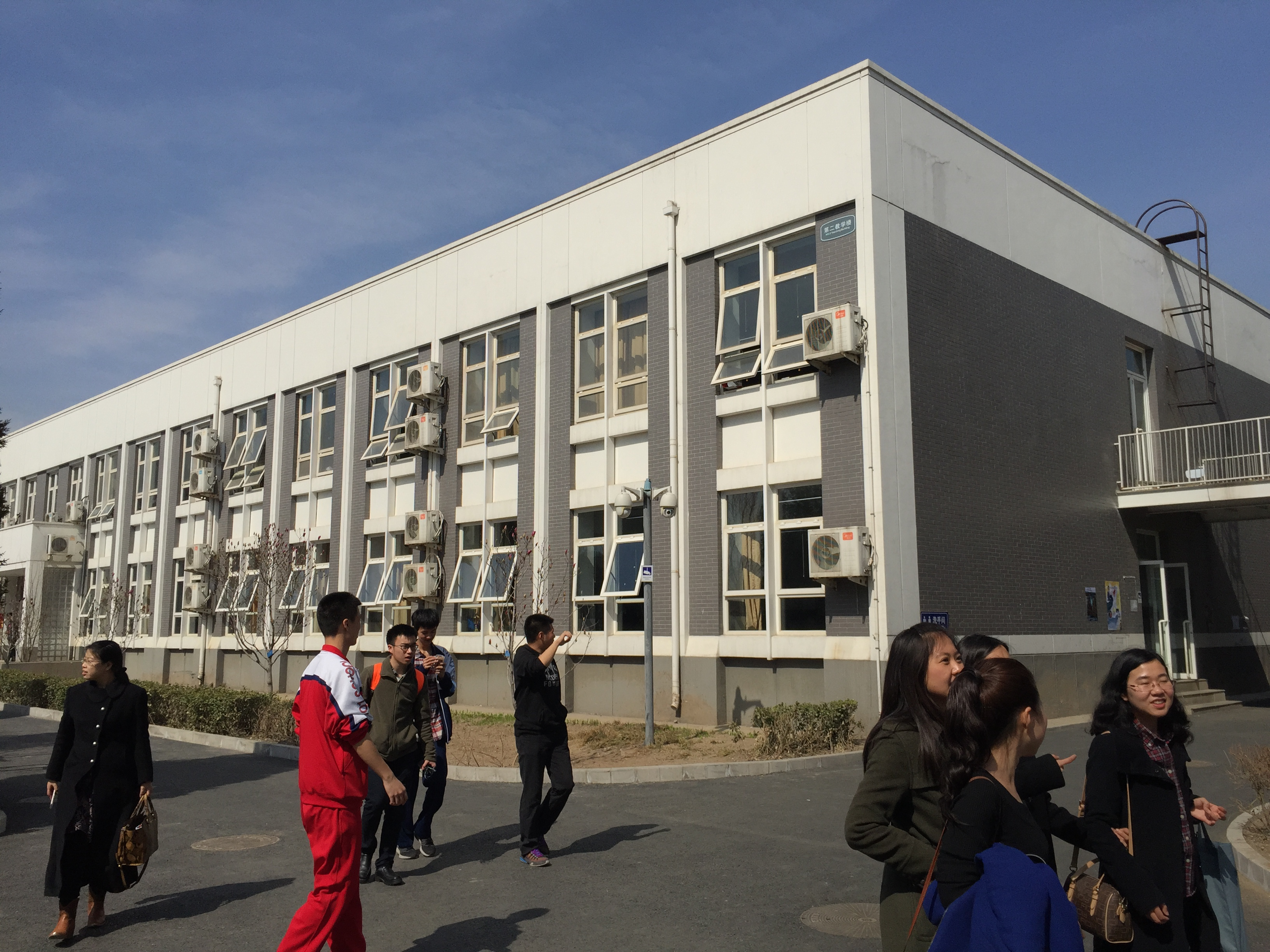
第二教学楼

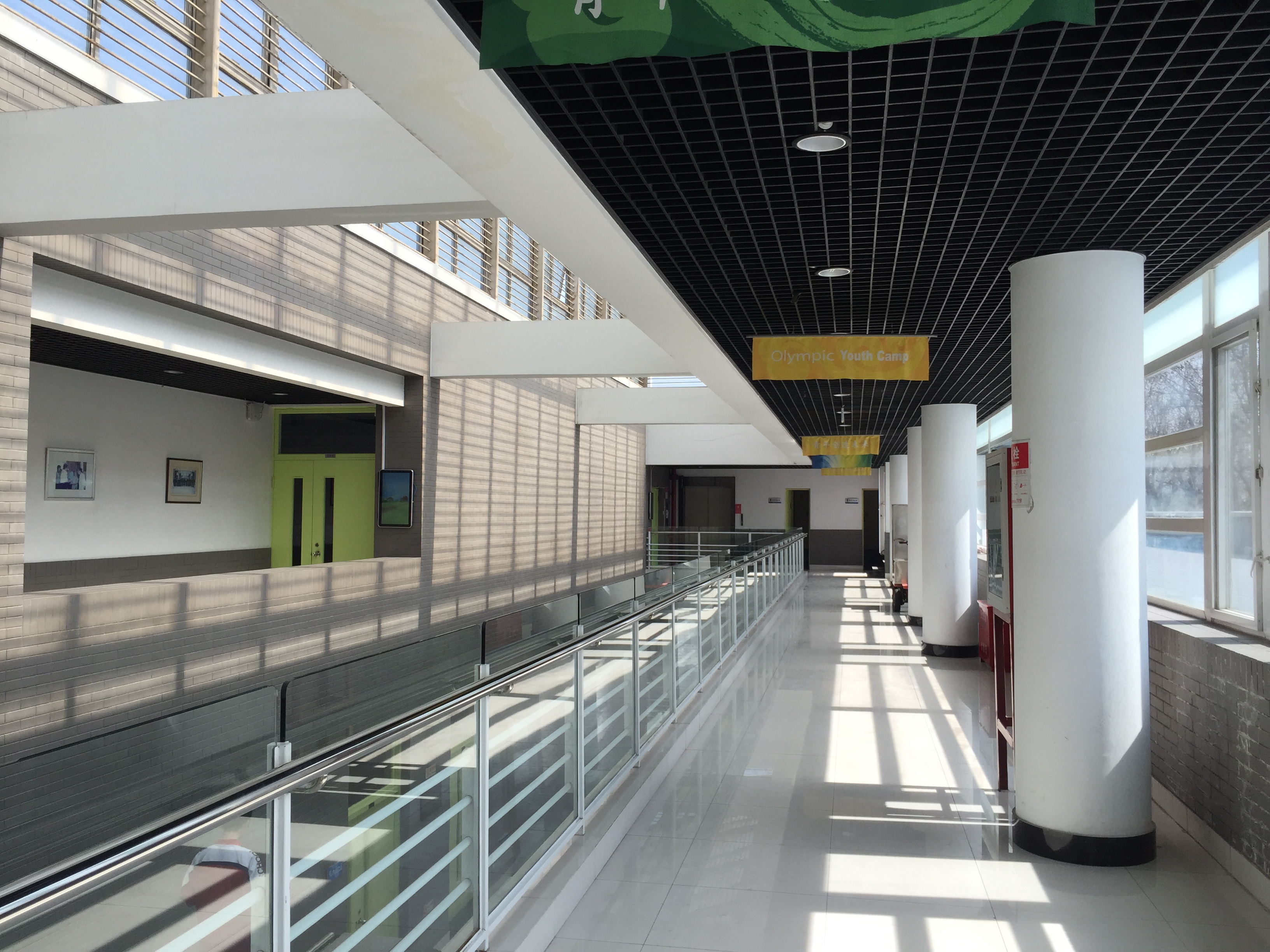
信息中心三层

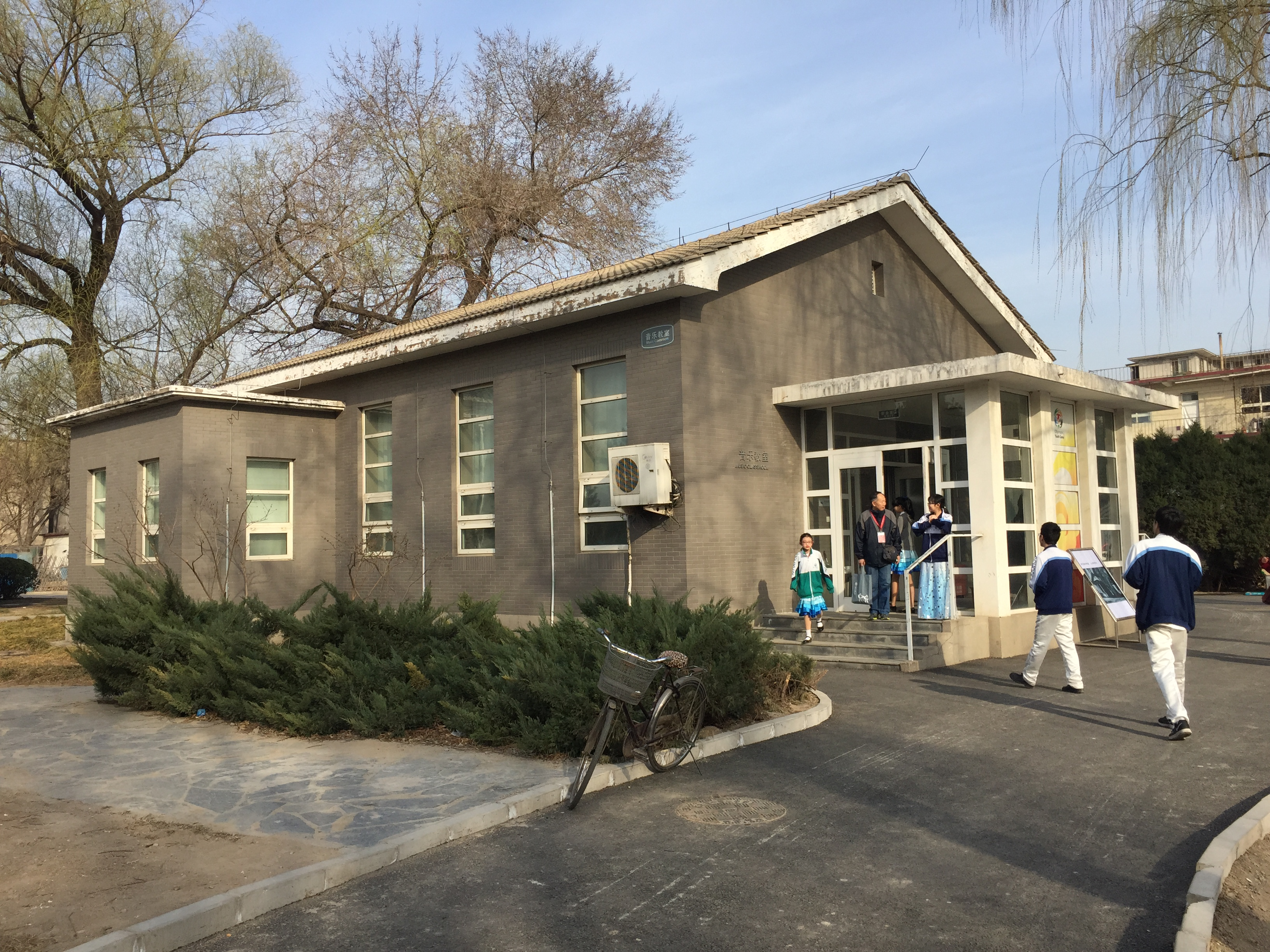
以一零一中校友施光南命名的音乐教室

北京101中学占地20万平方米，其中有1.3万平方米为水域面积，另外有大面积的草坪植被。
最近一次翻修是为了作为2008年北京奥运会青年营营址而进行的翻修。依国家文物管理部门的规定，校园内建筑在修建时均以灰色为主色调，同时没有高于3层的建筑物。
校内建筑有教学楼、办公室、食堂、礼堂、图书馆、宿舍楼以及生物温室；
坐落于校园内的招凉榭是清朝嘉庆年间所建造的，距今已有两百多年的历史。

### 校园建筑
| 教学设施 | 文体设施 | 服务设施                                                  | 其他建筑 | 专用教室 |
| --- | --- | --------------------------------------------------------- | --- | --- |
| - 第一教学楼 - 第二教学楼 - 第三教学楼 - 初中办公楼 - 高中办公楼 - 实验楼 - 信息中心 - 图书馆 - 科技中心 - 生态园温室 - 学术报告厅 - 礼堂 - 艺术中心 - 综合楼 | - 金帆乐团排练厅 - 体操馆 - 排球馆 - 乒羽馆 - 足球场 - 篮球场 - 网球场 - 排球场 - 田径场 - 音乐教室 - 施光南音乐教室 - 综艺演播厅 - 小演播厅 | - 食堂 - 学生公寓 - 心理咨询室 - 会诊室 - 会议室 - 停车场 | - 校门 - 光辉历程石 - 校史馆 - 奥林匹克露天剧场 - 奥运青年营纪念广场 - 少年湖 - 眼镜湖 - 招凉榭 - 小亭子 - 小桥 | - 阶梯教室 - 化学实验室 - 物理实验室 - 生物分子实验室 - 标本室 - 天文台 - 美术教室 - 计算机教室 - 通用技术实验室 - 陶艺教室 |

## 各类活动
北京一零一中曾与美国Brewster高中和Croton-Harmon高中、Albert Leonard中学，香港皇仁书院、日本三岛高中等学校进行交流活动。
余华、李开复、陈嘉映、莫言、巴里·马歇尔、李肇星、崔永元、罗纳尔多等知名人士曾在北京一零一中开展讲座等交流活动。

### 大型活动
北京一零一中曾作为2008年北京奥运会火炬传递进入主体育场之前的最后一站，承接过奥林匹克青年营的外宾接待工作。

## 金帆乐团
北京一零一中金帆交响乐团成立于1988年8月20日，原名北京金帆交响乐团，是当时北京市乃至全国唯一一个中学生交响乐团。曾赴香港、莫斯科、法国、维也纳、澳大利亚等地表演，并在2005年第三十四届国际青年音乐节上进行开幕表演。

## 著名教师
- 章连启
- 傅敬良

## 教育集团

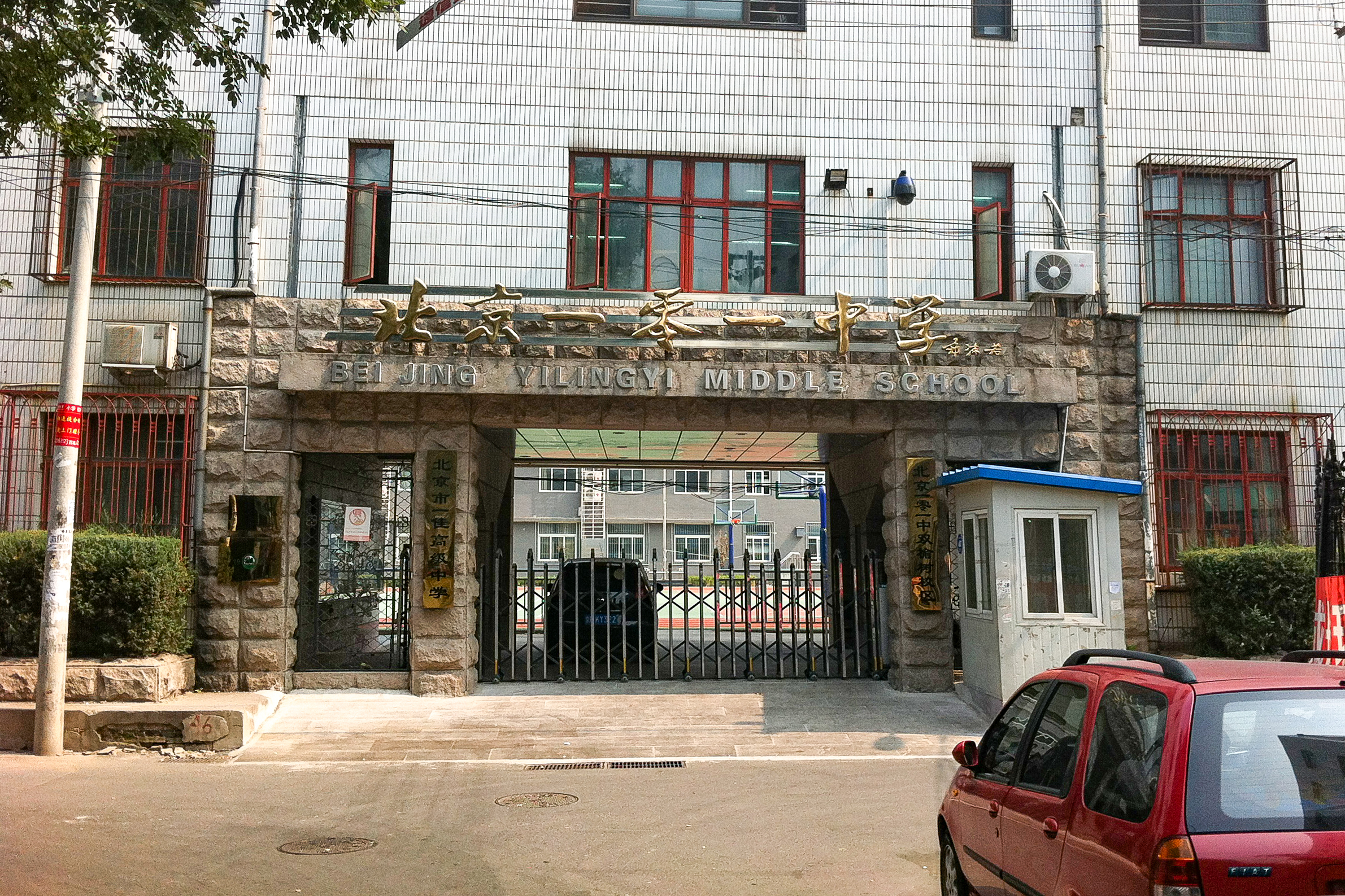
双榆树校区（2012年仍挂有一佳高级中学牌匾）

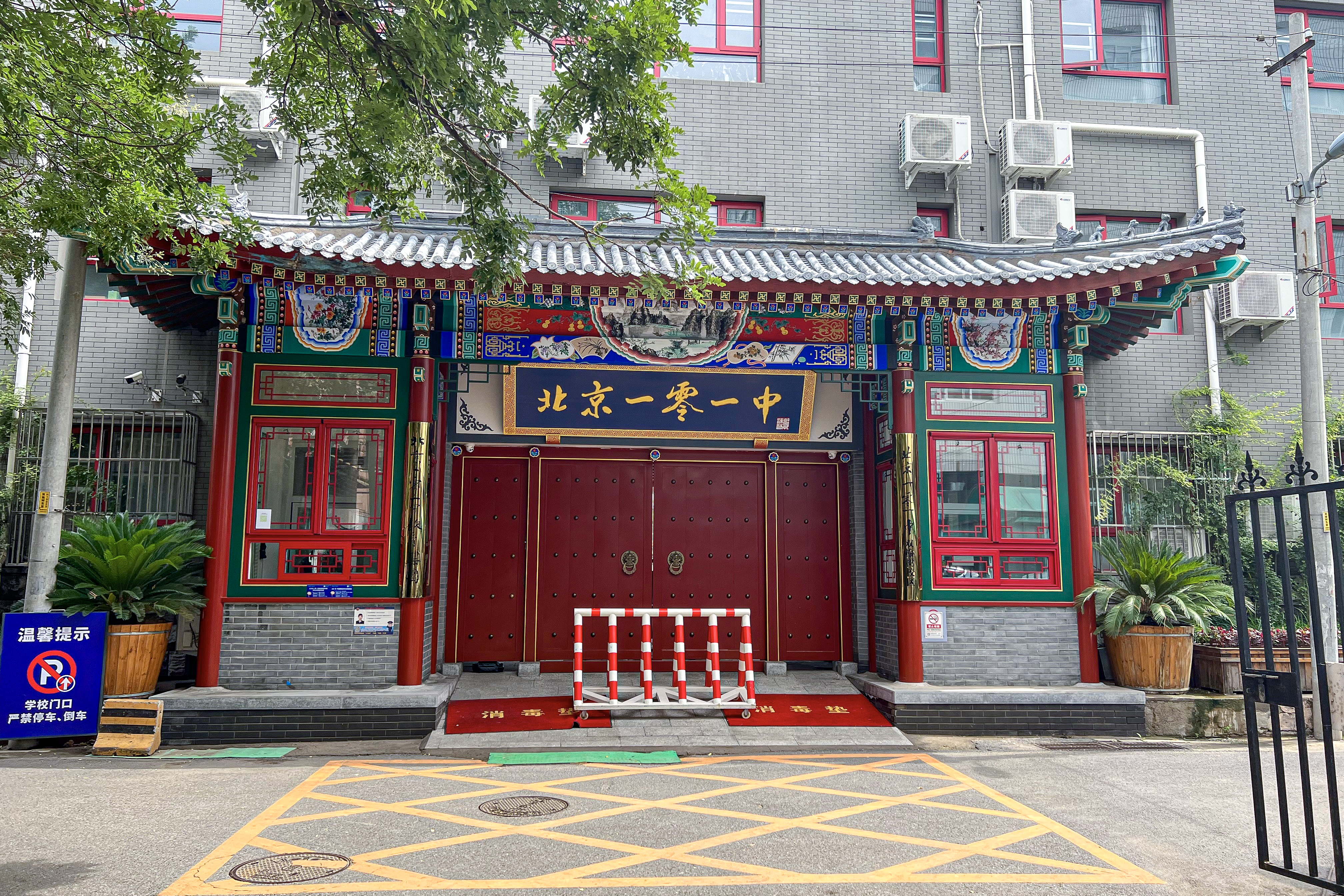
双榆树校区（2023年翻盖校门后）

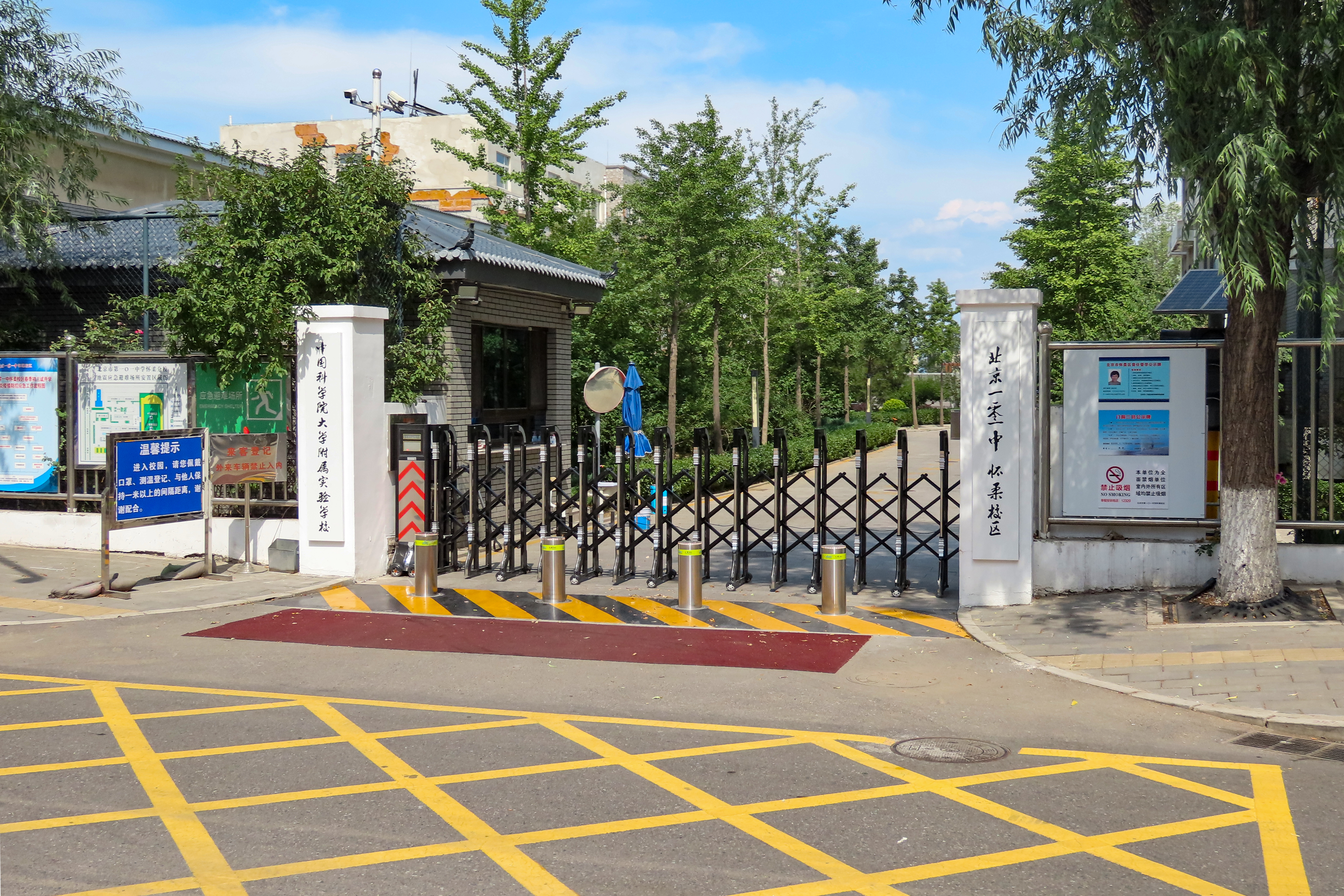
怀柔校区

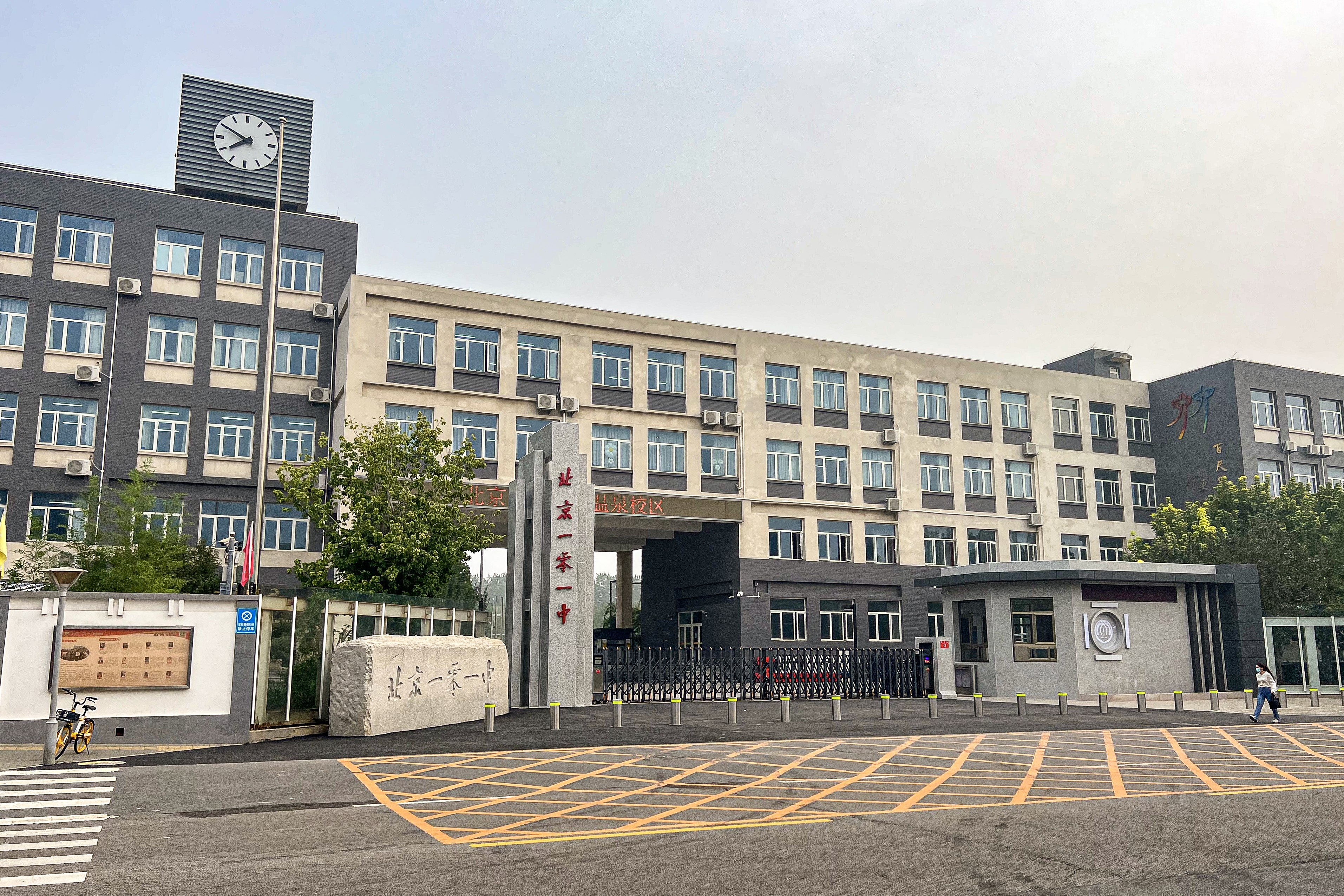
温泉校区

2019年5月10日，海淀区教委决定成立北京一零一中教育集团。除圆明园本部外，一零一中教育集团设有以下校区及分校：

### 上地校区
上地实验学校1998年成立，最初为一零一中分校，2009年加挂“北京一零一中上地校区”牌子，校服也于2010年改为与一零一中相近的款式，但对外仍称“上地实验学校”。

### 双榆树校区
双榆树校区位于海淀区中关村街道双榆树东里35号，原为1986年成立的双榆树二中，2002年由北京一零一中承办，曾称“一零一初中部”。
虽然北京一零一中双榆树校区只有初中部，但实际上，北京市海淀区启慧未来学校（原北京市一佳高级中学、北京市一零一实验学校）的高三学生目前也在北京一零一中双榆树校区上学。

### 怀柔校区
怀柔校区2014年在怀柔区雁栖地区原怀柔第二职业学校所在地建成，2018年增设高中部，2022年扩建。

### 温泉校区
温泉校区2015年在海淀区温泉地区成立，2015年成立之初只设初中部，2018年增设高中部，2022年开始招收高中住宿学生。

### 石油分校
北京一零一中石油分校原为1960年成立的北京石油学院附属中学，2019年5月由一零一中承办。

### 矿大分校
北京一零一中矿大分校原为1960年成立的北京矿业学院附属中学，2014年更名为中国矿业大学（北京）附属中学，2019年5月由一零一中承办。

### 大兴分校
北京一零一中大兴分校位于大兴区榆垡镇，原为1956年成立的榆垡中学，2021年2月24日正式更名。

### 昌平实验学校
北京一零一中昌平实验学校位于昌平区史各庄街道朱辛庄（G6东辅路东侧），是一所九年一贯制公办校。

### 未来科学城学校
北京一零一中未来科学城学校位于昌平区沙河地区七里渠（地铁朱辛庄站以东），为十二年制公办学校。

### 花园路校区
北京市海淀区启慧未来学校，原名为北京市一佳高级中学、北京市一零一实验学校（曾也有“北京一零一中花园路校区”称呼），位于北京市海淀区花园路（2022年以前所有年级均在一零一中双榆树校区办学，现今被疏解至花园路校区），曾是北京一零一中教育集团唯一一所民办学校，该学校校长曾任北京一零一中高中政治老师。该学校最早成立于2003年。
启慧未来学校曾于2022年因民转公政策影响，从名义上退出北京一零一中教育集团，但事实上北京一零一中仍与该学校有部分教育资源的合作（如工作组调研、合作活动等）。2025年4月29日，经海淀教委批准，启慧未来学校再次加入一零一中教育集团。

### 中国农业大学附属中学

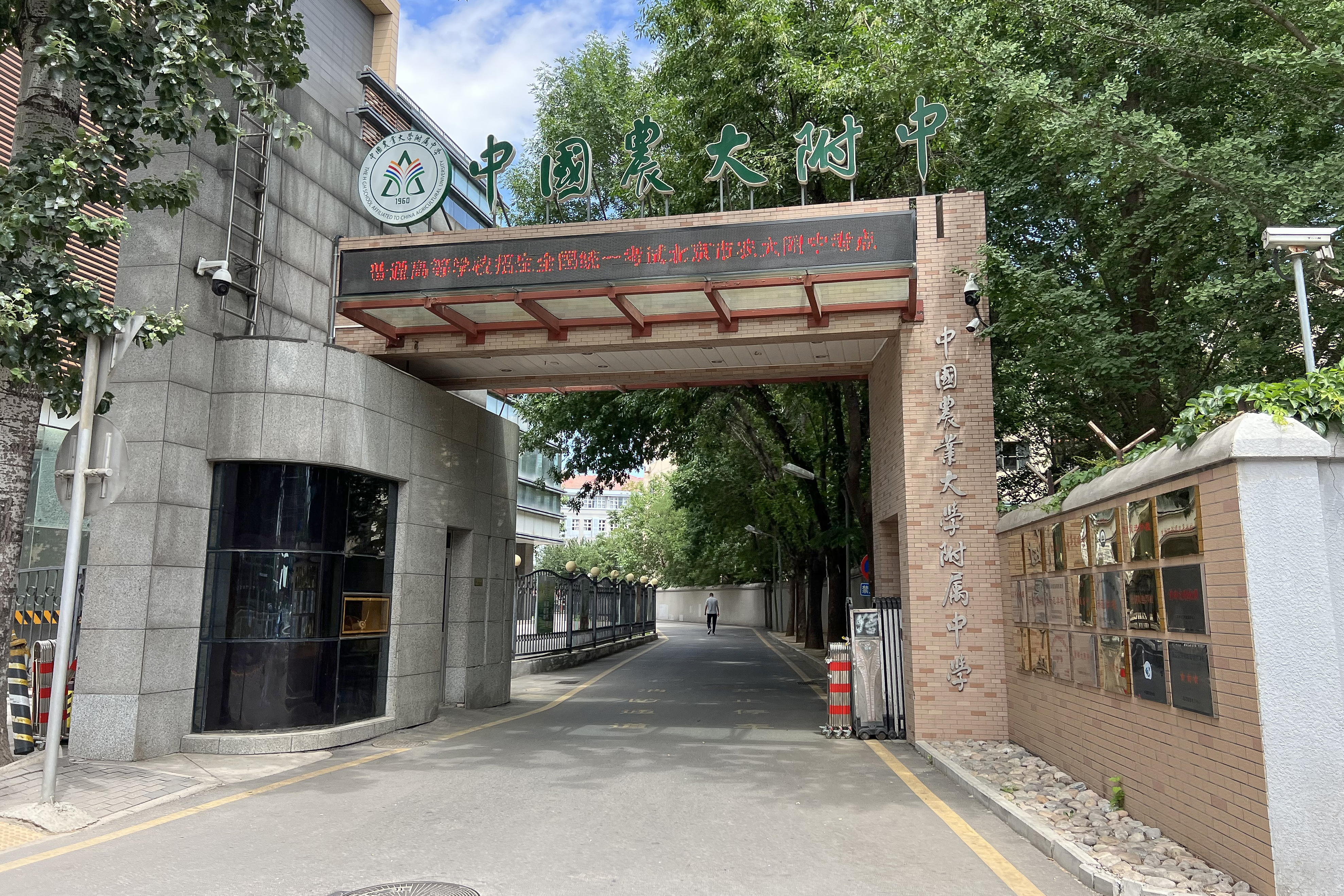
农大附中校门（2023年6月）

为六年一贯制学校（初高中），于2024年1月19日经海淀区教委批准，在保留原校名和独立法人资质前提下，加入北京市第一零一中学教育集团。

### 北京外国语大学附属外国语学校
为十二年一贯制学校，成立于1959年，起初为北京外国语大学所属培养外语学生的学校，1988年因故停办，2001年复办。2024年5月15日，经海淀区教委批准，北京外国语大学附属外国语学校加入北京一零一中教育集团。